# Holcocera chalcofrontella
Holcocera chalcofrontella é uma espécie de mariposa do gênero Holcocera pertencente à família Coleophoridae.